# Wilhelmsfeld
Wilhelmsfeld là một thị xã nằm ở huyện Rhein-Neckar-Kreis, thuộc bang Baden-Württemberg của Đức.

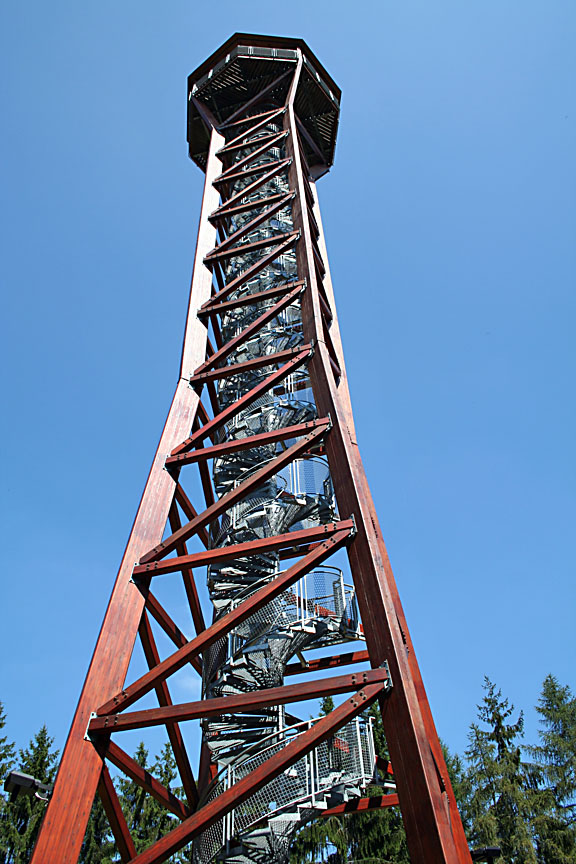
Tháp Teltschik

## Địa phương kết nghĩa
- Calamba, Philippines